# Kanton Auxonne
Kanton Auxonne (francouzsky Canton d'Auxonne) je francouzský kanton v departementu Côte-d'Or v regionu Burgundsko. Tvoří ho 16 obcí.

## Obce kantonu
- Athée
- Auxonne
- Billey
- Champdôtre
- Flagey-lès-Auxonne
- Flammerans
- Labergement-lès-Auxonne
- Magny-Montarlot
- Les Maillys
- Poncey-lès-Athée
- Pont
- Soirans
- Tillenay
- Tréclun
- Villers-les-Pots
- Villers-Rotin